# Lepiku (Muhu)
Lepiku – wieś w Estonii, w prowincji Sarema, w gminie Muhu.